# Belmont (Gers)
Belmont is een gemeente in het Franse departement Gers (regio Occitanie) en telt 151 inwoners (2008). De plaats maakt deel uit van het arrondissement Auch.

## Geografie
De oppervlakte van Belmont bedraagt 15,0 km², de bevolkingsdichtheid is 10,0 inwoners per km².
De onderstaande kaart toont de ligging van Belmont (Gers) met de belangrijkste infrastructuur en aangrenzende gemeenten.

## Demografie
Onderstaande figuur toont het verloop van het inwonertal (bron: INSEE-tellingen).